# Sint-Catharinakerk (Boom)
De Sint-Catharinakerk is de parochiekerk van de tot de tot de Antwerpse plaats Boom behorende wijk Bosstraat, gelegen aan de Pastorijstraat.
In 1913 werden de wijken Bosstraat, Schomme en Kleine Steylen samengevoegd tot een parochie. De sobere georiënteerde bakstenen parochiekerk werd gebouwd in 1938-1939 naar ontwerp van Jos Schaerlaken. Hij heeft een voorgebouwde vlakopgaande zuidoosttoren die gedekt wordt door een overstekend tentdak.